# PPRU-1

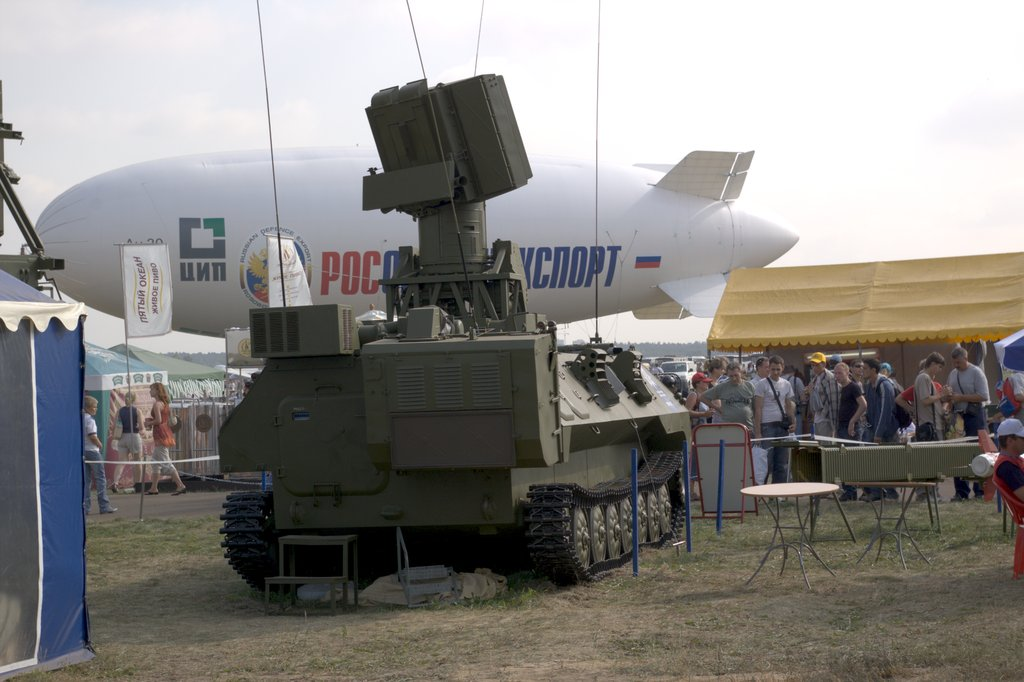
Vu arrière du PPRU-M1-2 au Salon international aérospatial de Moscou de 2007

Le PPRU-1 est un char radar et véhicule poste de commandement russe.

## Description
Les PPRU-M1 et PPRU-M1-2 peuvent relier jusqu'à 3 batteries de missiles ou d'artillerie antiaérienne. Il intègre sous un seul véhicule poste de commandement jusqu'à 4 véhicules Tor-M1 (Tor-M2E) ou Osa-AKM, jusqu'à 6 véhicules de Tunguska-М1, Strela-10M2 (Strela-10M3) ou ZSU-23-4M4 ou ZSU-23-4M5, jusqu'à 6 canons ZU-23/-30M1-4, jusqu'à 6 sections de sol-air portatives à très courte portée Igla et Strela et 1 batterie de 57-mm S-60 (6–8 canons antiaériens).

## Opérateur
- Russie

## Variantes
- 9S80-1 Sborka (PPRU-1M)
- 9S80M Sborka-M
- 9S80M1 Sborka-M1 (PPRU-M1)
- 9S80M1-2 Sborka-M1-2 (PPRU-M1-2)